# Kjersti Buaas
Kjersti Buaas (née le 5 janvier 1982 à Trondheim) est une snowboardeuse norvégienne spécialiste du half-pipe et du slopestyle.

## Palmarès

### Jeux olympiques
- 4e du halfpipe en 2002, aux Jeux olympiques d'hiver de 2002 à Salt Lake City Utah
- Médaille de bronze de halfpipe en 2006, aux Jeux olympiques d'hiver de 2006 à Turin (Italie)

### Coupe du Monde
- 1 petit globe de cristal :
  - Vainqueur du classement slopestyle en 2013.
- 8 podiums dont 4 victoires.

### Open
- 4e place au Halfpipe du Nippon Open 2003 au Japon
- Médaille d'argent au Halfpipe de l'European Open Burton en 2004 à Livigno, Italie

### Vans Triple Crown
- Médaille de bronze au Halfpipe du Vans Triple Crown 2003 à Big Bear en Californie, aux États-Unis
- Médaille de bronze au Halfpipe du Vans Triple Crown 2004 à Mammoth Mountain en Californie, aux États-Unis

## Sponsors
- Roxy
- Session
- Rossignol
- DC